# Председнички избори у САД 1956.
Предсенички избори у САД 1956. су били 43. по редоследу и одржани су у уторак 6. новембра 1956. Актуелни председник Ајзенхауер се поново такмичио против бившег гувернера Илиноиса Адлеја Стивенсона, кога је пре 4 године победио. Ово су последњи избори пре него што Аљаска и Хаваји постају савезне државе у 1959.

## Главни кандидати
| Lp. | Слика | Име                 | Слика | Кандидат за потпредседника | Странка               |
| --- | ----- | ------------------- | ----- | -------------------------- | --------------------- |
| 1-  |       | Двајт Д. Ајзенхауер |       | Ричард Никсон              | Републиканска странка |
| 2-  |       | Адлеј Стивенсон     |       | Естис Кифовер              | Демократска странка   |

## Резултати
| Кандидат              | Странка               | Гласови    | Гласови  | Изборници |
| Кандидат              | Странка               | Број       | Проценат | Изборници |
| --------------------- | --------------------- | ---------- | -------- | --------- |
| Двајт Д. Ајзенхауер   | Републиканска странка | 35.579.180 | 57,37%   | 457       |
| Адлеј Стивенсон II    | Демократска странка   | 26.028.028 | 41,97%   | 73        |
| (Необјављени гласови) | (н/a)                 | 196.318    | 0,32%    | 0         |
| Томас Ендрус          | Државна права         | 108.956    | 0,18%    | 0         |
| Волтер Џонс           | Демократска странка   | —          | —        | 1         |
| Остали кандидати      | Остали кандидати      | 109.497    | <0,17%   | 0         |
| Укупно                | Укупно                | 62.021.979 | 100%     | 531       |